# Paddy Pimblett
Patrick «Paddy» Pimblett (Liverpool, Inglaterra, 3 de enero de 1995) es un artista marcial mixto británico que actualmente compite en la división de peso ligero de Ultimate Fighting Championship (UFC). Desde el 22 de julio de 2025 se encuentra en la posición #9 del ranking de peso ligero de UFC. También ha sido campeón del Campeonato de Peso Pluma de las promotoras de Cage Warriors y Full Contact Contender. Fue galardonado con el premio de Peleador Revelación del Año 2022 por los World MMA Awards.

## Primeros años
Paddy nació el 3 de enero de 1995 en Liverpool, Inglaterra. Influido por un combate entre Vitor Belfort y Rich Franklin en UFC 103, empezó a entrenar en artes marciales mixtas a los 15 años, uniéndose a Next Generation MMA, y decidiendo que competiría en este deporte para ganarse la vida poco después.

## Vida personal y creencias
Es amigo íntimo de la también luchadora de MMA de Liverpool Molly McCann. Se describe a sí mismo como socialista y es un opositor al Partido Conservador. Apoya el boicot al periódico The Sun de Merseyside. Afirma que su característico pelo suelto y la ausencia de tatuajes permiten que los niños se identifiquen con él, de una manera que no sería posible para "un tipo grande y duro con muchos tatuajes".

## Carrera de artes marciales mixtas

### Inicios
Debutó en 2012, con 17 años, acumulando un récord de 3-0 antes de firmar con Cage Warriors un año después. En 2016, reclamó el Campeonato de Peso Pluma de Cage Warriors y lo defendió una vez antes de perderlo y subir al peso ligero. Tras una victoria, disputó el Campeonato de Peso Ligero de Cage Warriors, perdiendo por decisión unánime. Tras dos victorias más en la organización, firmó un contrato con Ultimate Fighting Championship.
Debutó como profesional en 2012, ganando sus tres primeros combates antes de unirse a Cage Warriors un año después, al cumplir los 18 años. En 2016, derrotó a Johnny Frachey y ganó el Campeonato de Peso Pluma de Cage Warriors. Defendió el título contra Julian Erosa en una decisión unánime muy controvertida.
Al perder su título en la que era su segunda defensa, ascendió a la división de peso ligero.
Tras su primera victoria en la categoría de peso, se enfrentó sin éxito al Campeonato de Peso Ligero de Cage Warriors. Ganó sus dos siguientes combates para Cage Warriors, antes de firmar un contrato con Ultimate Fighting Championship. Anteriormente había rechazado dos acuerdos de la UFC, al recibir mejores ofertas económicas de Cage Warriors.

### Ultimate Fighting Championship

#### 2021
Pimblett debutó en UFC contra Luigi Vendramini el 4 de septiembre de 2021, en UFC Fight Night 191. Ganó la pelea por KO en el primer asalto. Esta victoria lo hizo merecedor de su primer premio de Actuación de la Noche.

#### 2022
Pimblett enfrentó a Kazula Vargas el 19 de marzo de 2022 en UFC Fight Night 204. Ganó la pelea por sumisión en el primer asalto. Esta victoria lo hizo merecedor de su segundo premio de Actuación de la Noche. Más tarde revelaría que ganó 12.000 dólares por pelear y 12.000 por ganar.
Pimblett enfrentó a Jordan Leavitt el 23 de julio de 2022 en UFC Fight Night 208. Ganó la pelea por sumisión en el segundo asalto. Esta victoria lo hizo merecedor de su tercer premio de Actuación de la Noche.
Pimblett enfrentó a Jared Gordon el 10 de diciembre de 2022, en UFC 282. Ganó la pelea por decisión unánime. La decisión provocó mucha controversia, con muchos medios especializados, peleadores y fans expresando que Gordon había ganado la pelea. 23 de 24 medios especializados le dieron la pelea a Gordon.

#### 2023
Pimblett enfrentó a Tony Ferguson el 16 de diciembre de 2023 en UFC 296. Ganó la pelea por decisión unánime.

#### 2024
Pimblett enfrentó a Bobby Green el 27 de julio de 2024, en UFC 304. Ganó la pelea por sumisión en el primer asalto. Esta pelea lo hizo merecedor de un premio de Actuación de la Noche de $200.000.

#### 2025
Pimblett enfrentó a Michael Chandler el 12 de abril de 2025, en UFC 314. Ganó la pelea por TKO en el tercer asalto. Tras la victoria de Ilia Topuria sobre Charles Oliveira, se viralizó debido a una pelea verbal que tuvieron ambos peleadores.

## Vida personal
Pimblett se casó con su novia de mucho tiempo Laura Gregory el 28 de mayo de 2023, en Peckforton Castle en Cheshire. En noviembre del mismo año, la pareja anunció que estaban esperando gemelos.
Pimblett es amigo cercano de la peleadora de artes marciales mixtas Molly McCann.
Es fanático del club de fútbol Liverpool y ha expresado su deseo de pelear en el estadio del equipo, Anfield.
Pimblett ha expresado que su pelo característico y su carencia de tatuajes permite a los niños identificarse con él de forma que no sería posible si fuera "un tipo rudo con muchos tatuajes".
En diciembre de 2022, Pimblett lanzó su propia marca de bebidas hidratantes "Body Fuel".

## Campeonatos y logros
- Ultimate Fighting Championship
  - Actuación de la Noche (Cinco veces) vs. Luigi Vendramini, Kazula Vargas, Jordan Leavitt, Bobby Green y Michael Chandler[25][28][32][46]

- Cage Warriors
  - Campeonato de Peso Pluma de la CWFC (Una vez)[53]
    - Una defensa titular exitosa

- Full Contact Contender
  - Campeonato de Peso Pluma de FCC (Una vez)
    - Una defensa titular exitosa
- World MMA Awards
  - Peleador Revelación del Año 2022[54]

## Récord en artes marciales mixtas
| Récord profesional | Récord profesional | Récord profesional |
| 26 peleas          | 23 victorias       | 3 derrotas         |
| ------------------ | ------------------ | ------------------ |
| Nocaut             | 7                  | 0                  |
| Sumisión           | 10                 | 1                  |
| Decisión           | 6                  | 2                  |

| Resultado | Récord | Oponente          | Método                            | Evento                                | Fecha                    | Ronda | Tiempo | Localización      | Notas                                                       |
| --------- | ------ | ----------------- | --------------------------------- | ------------------------------------- | ------------------------ | ----- | ------ | ----------------- | ----------------------------------------------------------- |
| Victoria  | 23-3   | Michael Chandler  | TKO (golpes y rodillazos)         | UFC 314                               | 12 de abril de 2025      | 3     | 3:07   | Miami, Florida    | Actuación de la Noche.                                      |
| Victoria  | 22-3   | King Green        | Sumision técnica (triangle choke) | UFC 304                               | 27 de julio de 2024      | 1     | 3:22   | Manchester        | Actuación de la Noche.                                      |
| Victoria  | 21-3   | Tony Ferguson     | Decisión (unánime)                | UFC 296                               | 16 de diciembre de 2023  | 3     | 5:00   | Las Vegas, Nevada |                                                             |
| Victoria  | 20-3   | Jared Gordon      | Decisión (unánime)                | UFC 282                               | 10 de diciembre de 2022  | 3     | 5:00   | Las Vegas, Nevada |                                                             |
| Victoria  | 19-3   | Jordan Leavitt    | Sumisión (rear-naked choke)       | UFC Fight Night: Blaydes vs. Aspinall | 23 de julio de 2022      | 2     | 2:46   | Londres           | Actuación de la Noche.                                      |
| Victoria  | 18-3   | Kazula Vargas     | Sumisión (rear-naked choke)       | UFC Fight Night: Volkov vs. Aspinall  | 19 de marzo de 2022      | 1     | 3:50   | Londres           | Actuación de la Noche.                                      |
| Victoria  | 17-3   | Luigi Vendramini  | KO (golpe)                        | UFC Fight Night: Brunson vs. Till     | 4 de septiembre de 2021  | 1     | 4:25   | Las Vegas, Nevada | Actuación de la Noche.                                      |
| Victoria  | 16-3   | Davide Martinez   | Sumisión (rear-naked choke)       | CW 122                                | 20 de marzo de 2021      | 1     | 1:37   | Londres           |                                                             |
| Victoria  | 15-3   | Decky Dalton      | TKO (golpes)                      | CW 113                                | 20 de marzo de 2020      | 1     | 2:51   | Mánchester        |                                                             |
| Derrota   | 14-3   | Søren Bak         | Decisión (unánime)                | CW 96                                 | 1 de septiembre de 2018  | 5     | 5:00   | Liverpool         | Por el Campeonato de Peso Ligero de Cage Warriors.          |
| Victoria  | 14-2   | Alexis Savvidis   | Sumisión (flying triangle choke)  | CW 90                                 | 24 de febrero de 2018    | 2     | 0:53   | Liverpool         | Debut en peso ligero.                                       |
| Derrota   | 13-2   | Nad Narimani      | Decisión (unánime)                | CW 82                                 | 1 de abril de 2017       | 5     | 5:00   | Liverpool         | Perdió el Campeonato de Peso Pluma de Cage Warriors.        |
| Victoria  | 13-1   | Julian Erosa      | Decisión (unánime)                | Cage Warriors: Unplugged 1            | 12 de noviembre de 2016  | 5     | 5:00   | Londres           | Defendió el Campeonato de Peso Pluma de Cage Warriors.      |
| Victoria  | 12-1   | Johnny Frachey    | TKO (golpes)                      | CW 78                                 | 10 de septiembre de 2016 | 1     | 1:35   | Liverpool         | Ganó el Campeonato de Peso Pluma de Cage Warriors.          |
| Victoria  | 11-1   | Teddy Violet      | Sumisión (rear-naked choke)       | CW 77                                 | 8 de julio de 2016       | 2     | 2:28   | Londres           | Pelea en peso pactado (152 lbs).                            |
| Victoria  | 10-1   | Ashleigh Grimshaw | Decisión (unánime)                | CW 75                                 | 15 de abril de 2016      | 3     | 5:00   | Londres           |                                                             |
| Victoria  | 9-1    | Miguel Haro       | Sumisión (rear-naked choke)       | Full Contact Contender 13             | 20 de junio de 2015      | 1     | 4:46   | Manchester        | Defendió el Campeonato de Peso Pluma de FCC.                |
| Victoria  | 8-1    | Kevin Petshi      | Sumisión (rear-naked choke)       | Full Contact Contender 12             | 28 de marzo de 2015      | 2     | 1:56   | Mánchester        | Ganó el Campeonato Vacante de Peso Pluma de FCC.            |
| Victoria  | 7-1    | Stephen Martin    | TKO (parada médica)               | CW 73                                 | 1 de noviembre de 2015   | 1     | 5:00   | Newcastle         | Debut en peso pluma.                                        |
| Victoria  | 6-1    | Conrad Hayes      | Sumisión (arm-triangle choke)     | CW 68                                 | 3 de mayo de 2014        | 1     | 3:17   | Liverpool         | Pelea en peso pactado (141.7 lbs); Pimblett no dio el peso. |
| Victoria  | 5-1    | Martin Sheridan   | Decisión (unánime)                | CW 65                                 | 1 de marzo de 2014       | 3     | 5:00   | Dublín            | Pelea en peso pactado (136.8 lbs); Pimblett no dio el peso. |
| Derrota   | 4-1    | Cameron Else      | Sumisión técnica (anaconda choke) | CWFC 60                               | 5 de octubre de 2013     | 1     | 0:35   | Londres           |                                                             |
| Victoria  | 4-0    | Florian Calin     | Decisión (unánime)                | CWFC 56                               | 6 de julio de 2013       | 3     | 5:00   | Londres           |                                                             |
| Victoria  | 3-0    | Jack Drabble      | TKO (golpes)                      | OMMAC 17 - High Octane                | 1 de junio de 2013       | 1     | 0:21   | Londres           |                                                             |
| Victoria  | 2-0    | Dougie Scott      | Sumisión (flying triangle choke)  | Cage Contender Fight Stars            | 1 de diciembre de 2012   | 1     | 2:09   | Liverpool         |                                                             |
| Victoria  | 1-0    | Nathan Thompson   | TKO (sumisión a golpes)           | OMMAC 15 - Legacy                     | 16 de octubre de 2012    | 1     | 1:51   | Liverpool         | Debut en peso gallo.                                        |